# Assemblée des assemblées
L'Assemblée des assemblées des Gilets jaunes (ADA) est un rassemblement en assemblée générale dans le but de structurer le mouvement des Gilets jaunes grâce à une coordination nationale démocratique. L'assemblée se tient à quatre reprises en 2019 et une fois en 2020, se déroule sur deux ou trois jours et voit se rassembler des Gilets jaunes venus de toute la France.

## Objectifs
Cette organisation non officielle est une expérimentation politique ayant pour but d'initier le plus grand nombre de citoyens à la politique, la démocratie directe, participative et délibérative. Le style de fonctionnement de ces assemblées s'apparente à l'agora et l'Ecclésia de la Grèce antique. En cela, elles prétendent répondre aux principales critiques adressées au Gilets jaunes en général, qui sont l'absence d'organisation et le refus de tout mouvement politique ou syndical. Elles veulent aussi, à terme, apporter des solutions et des propositions aux principales revendications des Gilets jaunes : hausse des salaires, suppression des taxes sur les produits de première nécessité, développement des compétences politiques et des capacités du peuple à s'organiser lui-même.

## Histoire

### Caractéristiques principales
Si l'une des caractéristiques principales des assemblées est de tenter de représenter les lieux emblématiques pour les Gilets jaunes que sont les ronds-points, on constate sans surprise la présence d'un noyau de participants plus formés à la politique, et aussi plus à gauche que la moyenne des Gilets jaunes (participation à SUD, à la CGT, appartenance à une association ou à un parti politique, et de manière générale une forte habitude du fonctionnement associatif).
Le mode de fonctionnement des ADA repose sur un mélange de démocratie directe stricte et rigoureuse et de délégation. En effet, la première assemblée, celle de Commercy, comprend 300 délégués de Gilets jaunes venus de toute la France. L'assemblée générale issue des ronds-points de Lyon donne un exemple du protocole de délégation : après l'AG de janvier 2019 est fait un appel à volontaires pour participer à l'ADA de Commercy. Parmi eux sont tirés au sort quatre mandataires, à qui l'on confie une tâche d'observation. Durant l'ADA, les quatre délégués font régulièrement part de l'avancement des travaux par des vidéos filmées sur place et postées sur les réseaux sociaux. Ce mode de fonctionnement coûteux en temps et en implication a l'avantage d'être strictement démocratique, mais a aussi le paradoxe d'être peu visible médiatiquement, étant très local. Il est donc possible qu'il ait aidé à la marginalisation du mouvement des Gilets jaunes.

### Liste des ADA
| Édition | Dates                      | Ville hôte                          | Nombre de participants           |
| ------- | -------------------------- | ----------------------------------- | -------------------------------- |
| I       | 26 et 27 janvier 2019      | Commercy (Meuse)                    | près de 400 dont 75 délégations  |
| II      | 5, 6 et 7 avril 2019       | Saint-Nazaire (Loire-Atlantique)    | environ 700 pour 250 fédérations |
| III     | 29 et 30 juin 2019         | Montceau-les-Mines (Saône-et-Loire) | environ 700 pour 232 fédérations |
| IV      | 1er, 2 et 3 novembre 2019, | Montpellier (Hérault)               |                                  |
| V       | 6, 7 et 8 mars 2020,       | Toulouse (Haute-Garonne)            |                                  |

## Déroulement
L'ADA se déroule généralement sur deux ou trois jours afin de permettre aux participants de faire plusieurs débats et ateliers.